# Jiří Bouška
Jiří Bouška (* 30. ledna 1979) je český politik, od roku 2020 zastupitel Středočeského kraje, od dubna 2024 primátor města Mladá Boleslav, předtím v letech 2010 až 2024 náměstek primátora, nestraník za hnutí Volba pro Mladou Boleslav (VpMB).
Vedle toho byl Jiří Bouška vrcholovým hráčem florbalu. V letech 2004 až 2017 odehrál třináct sezón v Superlize florbalu za tým Florbal MB, se kterým získal dva vicemistrovské tituly.

## Život
V roce 2010 uváděl jako své povolání „marketing Škoda Auto“.  
V letech 2010 až 2015 a opět 2017 až 2023 byl členem dozorčí rady akciové společnosti FK Mladá Boleslav, v letech 2015 až 2019 členem správní rady zapsaného spolku Sdružení Český ráj a od února 2021 je členem správní rady Nadačního fondu - Nové léčebné postupy chirurgie ruky.
Dále je od prosince 2016 členem představenstva akciové společnosti Oblastní nemocnice Mladá Boleslav.
Jiří Bouška žije ve městě Mladá Boleslav.

## Politické působení
V komunálních volbách v roce 2010 byl zvolen zastupitelem města Mladá Boleslav, a to z pozice lídra kandidátky hnutí Volba pro Mladou Boleslav (VpMB), kdy kandidoval jako nestraník. V listopadu 2010 se stal uvolněným náměstkem primátora města. Ve volbách v roce 2014 post zastupitele města obhájil, když vedl jako nestraník za hnutí VpMB kandidátku subjektu „ANO 2011 + Volba pro Mladou Boleslav“. Na konci října 2014 se stal 1. náměstkem primátora města. Také ve volbách v roce 2018 byl zvolen zastupitelem města, když vedl jako nestraník za hnutí VpMB kandidátku subjektu „ANO 2011 + Volba pro Mladou Boleslav“. Stejně tak se stal na začátku listopadu 2018 opět 1. náměstkem primátora.
V komunálních volbách v roce 2022 byl již po čtvrté zvolen zastupitelem města, a to po třetí jako nestraník za hnutí VpMB a lídr kandidátky subjektu „ANO 2011 + Volba pro Mladou Boleslav“. Tento subjekt volby vyhrál a uzavřel koalici s druhým subjektem „Občanská demokratická strana, TOP 09 a nezávislí kandidáti“ a dále pak s hnutím STAN a uskupením „Hlas pro Boleslav“ (tj. ČSSD a nezávislí kandidáti). Součástí dohody bylo i usnesení, že se v říjnu 2022 primátorem města stane opět Raduan Nwelati (ODS) a jeho prvním náměstkem Jiří Bouška s tím, že se na jaře 2024 v těchto funkcích vystřídají. K této výměně pak dne 29. dubna 2024 skutečně došlo.
V krajských volbách v roce 2020 byl zvolen jako nestraník za hnutí ANO zastupitelem Středočeského kraje. Mandát posléze obhájil i v krajských volbách v roce 2024.
Ve volbách do Poslanecké sněmovny PČR v roce 2025 kandiduje na 3. místě kandidátky hnutí ANO ve Středočeském kraji.

## Florbal
Jiří Bouška byl vrcholovým hráčem florbalu. Do roku 2019 působil jako hráč týmu Florbal MB (a předchůdce tohoto týmu FBK Sokol Mladá Boleslav) v různých soutěžích. V sezóně 2003/2004 byli společně s bratrem jako jedni z nejproduktivnějších hráčů 2. florbalové ligy u postupu Mladé Boleslavi do nejvyšší soutěže. Bouška v Superlize odehrál třináct ročníků. V sezónách 2014/2015 a 2016/2017 získal s Boleslaví dva vicemistrovské tituly. Po druhém stříbru ukončil vrcholovou kariéru.